# Hydraena ypsilon
Hydraena ypsilon är en skalbaggsart som beskrevs av Peter Zwick 1977. Hydraena ypsilon ingår i släktet Hydraena och familjen vattenbrynsbaggar. Inga underarter finns listade i Catalogue of Life.